# Dla was
Dla was – trzeci album zespołu Impuls wydany w 2009 roku w firmie fonograficznej Folk.

## Lista utworów
Opracowano na podstawie materiału źródłowego.
1. „L'amour pour toujours” – 4:20
2. „Ile prawdy” – 4:21
3. „Dla was” – 4:13
4. „Explozja 2009” – 3:32
5. „Tam gdzie ja” – 3:55
6. „Krótki tekst” – 5:07
7. „Razem z nami” – 3:48
8. „Dwa jabłuszka” – 4:47
9. „Jesteś wspomnieniem” – 4:46
10. „Pokochałem cię” – 3:48
11. „Nie chcę cię” – 4:25
12. „Jedno słowo” – 4:01
13. „W klimacie” – 3:57
14. „Dla was” (wideo remiks) – 4:20
15. „Razem z nami” (remiks) – 4:19
16. „L'amour pour toujours” (remiks) – 4:04

- bonus: teledysk „L'amour pour toujours”